# Silene longicilia
Silene longicilia é uma espécie vegetal pertencente à família Caryophyllaceae.
É um endemismo português, da região Oeste (desde Coimbra, a Norte, até ao Alentejo, a Sul), nomeadamente nas serras de origem calcária, nomeadamente na Serra de Aire, Serra dos Candeeiros, Serra do Sicó, Serra de Montejunto, Serra de Sintra e Serra da Arrábida, correspondente à Região Biogeográfica Mediterrânica.
Quando ocorrem em solos de origem eruptiva (ex: maciço eruptivo de Sintra), ocorrem em menor densidade. Segundo o Plano Sectorial da Rede Natura 2000, uma das populações, existente na Peninha, Sintra, estará provavelmente extinta. As populações em zonas calcárias são mais frequentes.
A subespécie Silene longicilia subsp. longicilia ocorre com maior frequência em solos de origem calcária, e a subspécie Silene longicilia subsp. cintrana ocorre em zonas com solos graníticos mas também pode ocorrer nos de origem calcária.
Segundo o sistema de Raunkjær, é uma planta hemicriptófita, ou seja, uma planta herbácea vivaz ou bianual que perde a biomassa aérea na estação desfavorável e as gemas estão junto ao solo protegidas por detritos orgânicos.
A floração dá-se de Abril a Junho.

## Descrição
São plantas anuais ou perenes, com caules desenvolvidos, que podem ser lenhosos na base, podendo atingir 1 m de comprimento. Quer o caule, quer as folhas, não são hirsutos. As flores são hermafroditas e dispõem-se em inflorescências assimétricas em forma de panículas dicasiais muito desenvolvidas e piramidais, raramente apresentando flores isoladas. O carpóforo está bem desenvolvido, podendo chegar aos 6,5 mm. O cálice tem a forma de cilindro, podendo atingir os 13 mm. Por vezes o cálice tem a forma campanulada. Possui 3 estiletes. As sementes são ápteras, tendo a forma de rim ou de globo. A pré-floração é contorcida.

## Subespécies
Segundo o Global Biodiversity Information Facility, estão registadas duas subespécies:
- Silene longicilia subsp. cintrana
- Silene longicilia subsp. longicilia

## Conservação
Está protegida segundo o Anexo II e Anexo IV da Directiva Habitats, sendo também protegida por legislação nacional.
Não há ameaças às populações que ocorrem em zonas calcárias. Excepção a esta regra diz respeito às populações que existem na Serra da Arrábida. As populações que ocorrem em solos ácidos, as ameaças dizem respeito à reflorestação, que impede a dispersão.
Ocorre em solos pedregosos, em meio aberto ou em matos, em comunidades rupícolas e também em fendas e cavidades rochosas.

## Sinonímia
- Cucubalus longicilius Brot.
- Silene longicilia Otth
- Silene patula Desf.